# Wsołowa
Wsołowa (624 m) – pokryte polami kopulaste wzniesienie w Beskidzie Wyspowym, górujące nad miastem Mszana Dolna. Znajduje się w grzbiecie ciągnącym się od Ćwilina poprzez Czarny Dział po Mszankę w Mszanie Dolnej. Grzbiet ten oddziela od siebie doliny potoków Słomka i Łostówka (obydwa są dopływami Mszanki). W jego dolną część wcina się potok Ściborów dzielący go na dwie części; południową (Wsołowa) i północną zwaną Grunwaldem.
Nazwa wzniesienia pochodzi od osiedla Wsoły u południowo-wschodniego podnóża Wsołowej. W literaturze można także spotkać nazwę Wszołowa lub Stołowa Góra Wzniesienie jest w większości bezleśne, dzięki czemu jest dobrym punktem widokowym. Na szczycie zamontowano piorunochron, nieco poniżej ławeczki i stół.

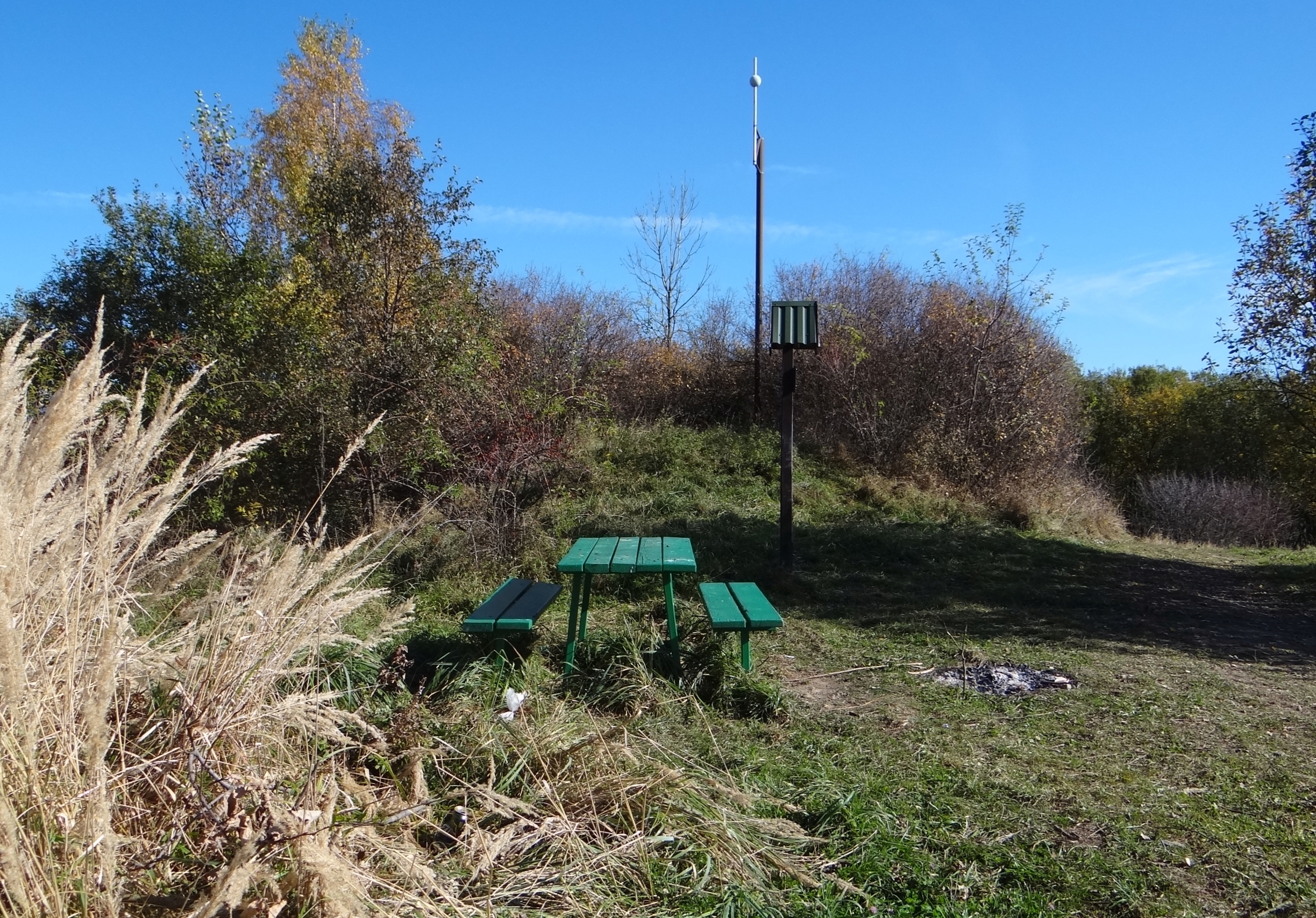
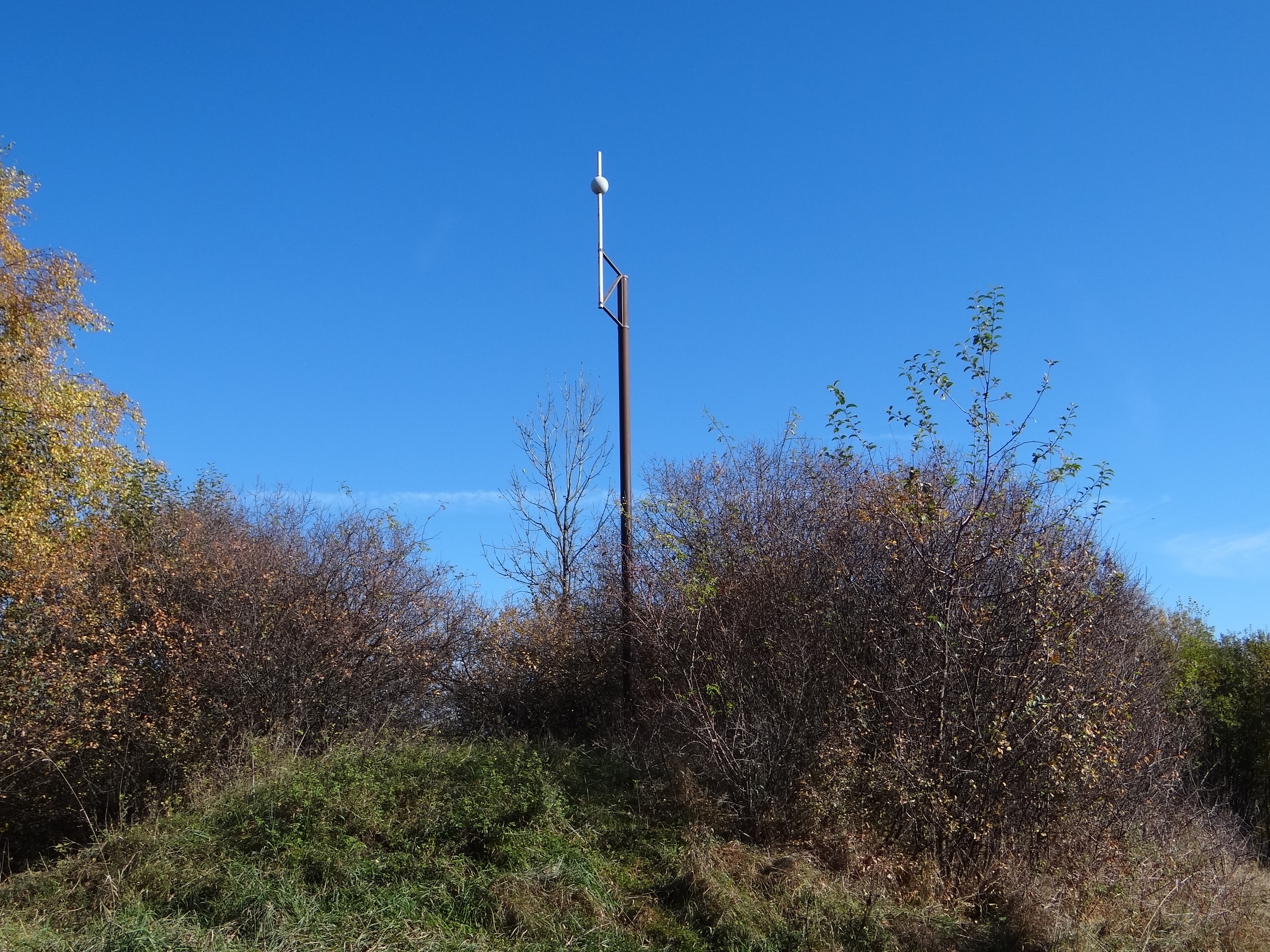
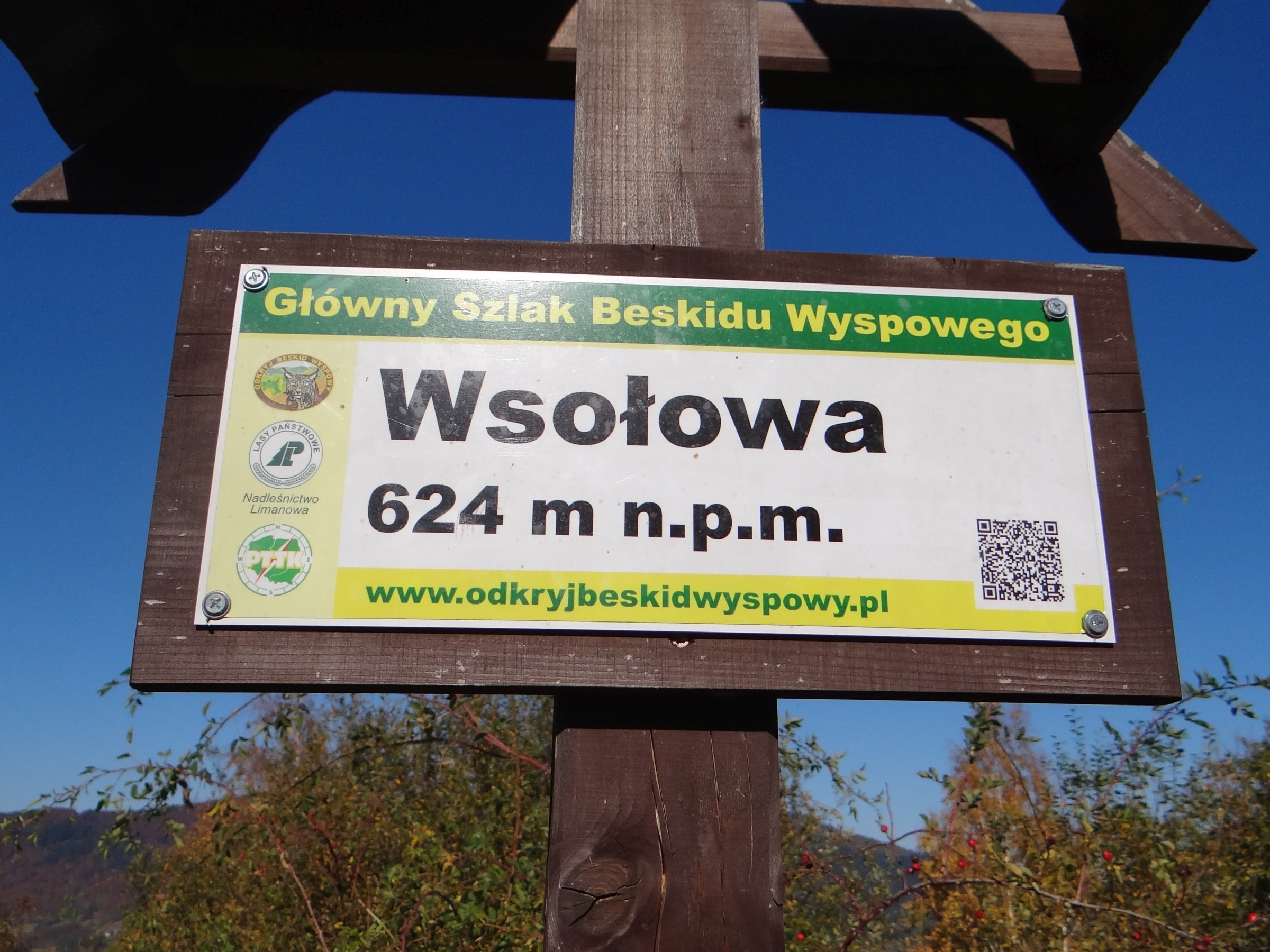
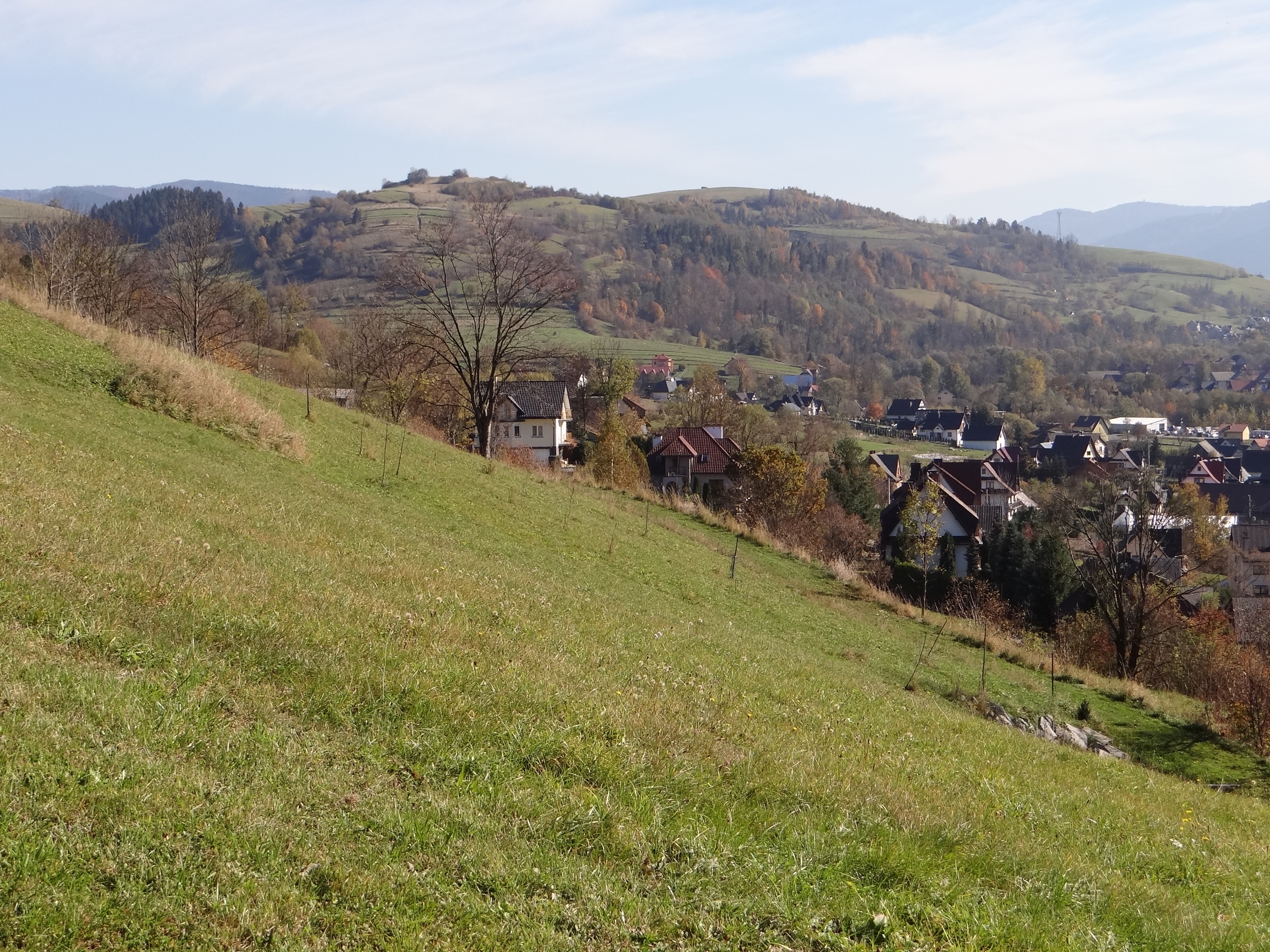
Widok z południowo-zachodnich zboczy Wsołowej, w tle widać Jasień oraz Gorc